# Гергебильская ГЭС
Герге́бильская ГЭС (им. Героя Советского Союза Магомеда Гаджиева) — гидроэлектростанция на реке Каракойсу в Гергебильском районе Дагестана, выше села Курми. Входит в состав каскада ГЭС на реке Каракойсу. Станция построена по плану ГОЭЛРО, является старейшей ГЭС Дагестана и одной из старейших в России. Одна из двух гидроэлектростанций России с арочно-гравитационной плотиной (вторая — Саяно-Шушенская ГЭС). Гергебильская ГЭС входит в состав Дагестанского филиала ПАО «РусГидро».

## Конструкция станции
Гергебильская ГЭС представляет собой плотинную средненапорную гидроэлектростанцию, расположенную в узком и глубоком горном каньоне. Здание ГЭС расположено отдельно от плотины на левом берегу, вода к нему подводится по тоннелю. Установленная мощность электростанции — 17,8 МВт, проектная среднегодовая выработка электроэнергии — 61,5 млн кВт·ч. Сооружения гидроэлектростанции включают в себя:
- бетонную арочно-гравитационную плотину длиной по гребню 76 м и высотой 69,5 м (высота арочной части — 60 м, высота пробки — 9,5 м);
- левобережный эксплуатационный тоннельный водосброс пропускной способностью 280 м³/с, состоящий из входного оголовка с двумя сегментными затворами, безнапорного тоннеля длиной 120 м и сбросного лотка длиной 25 м;
- правобережный водоприёмник башенного типа (совмещённый для водоподводящего тракта гидроагрегатов и малого водосброса-промывника), который состоит из башенной конструкции, прирезанной к скале, подводящего тоннеля длиной 14,5 м и диаметром 4 м, и подземной камеры затворов. Водоприёмник имеет одно отверстие сечением 6×5 м, оборудованное железобетонными шандорами и сороудерживающей решёткой;
- правобережный малый водосброс-промывник пропускной способностью 22 м³/с, состоящий из тоннельной части и стального трубопровода, переходящего в железобетонный участок;
- тоннельный водовод пропускной способностью 48 м³/с, длиной 40,9 м и диаметром 3,2 м, подводящий воду к старому и новому зданию ГЭС;
- сооружения для подвода воды к старому зданию ГЭС, включающие в себя тоннельный водовод длиной 53,1 м, диаметром 3,2—2,2 м, и напорный стальной трубопровод с отводами на пять гидроагрегатов, три из которых заглушены;
- сооружения подвода воды к новому зданию ГЭС пропускной способностью 42 м³/с — вертикальная шахта глубиной 22 м и диаметром 3,2 м, тоннель длиной 43 м, открытый обетонированный стальной трубопровод длиной 22,4 м и диаметром 3,2 м, распределитель на три гидроагрегата;
- старое здание ГЭС с 2 гидроагрегатами;
- новое здание ГЭС с 3 гидроагрегатами;
- отводящий канал;

В зданиях ГЭС установлено 5 гидроагрегатов, работающих при расчётном напоре 44 м — 3 вертикальных агрегата по 5 МВт (в новом здании, введены в эксплуатацию в 1991—1993 годах) и 2 горизонтальных агрегата по 1,4 МВт (в старом здании, введены в эксплуатацию 1938—1940 годах, с начала 1990-х годов выведены в резерв и неработоспособны). Вертикальные гидроагрегаты оборудованы радиально-осевыми турбинами РО 75-В-140 производства харьковского предприятия «Турбоатом» с диаметром рабочего колёса 1,4 м и частотой вращения 375 об/мин, а также гидрогенераторами CВ 325-52/16 производства завода «Электротяжмаш». Горизонтальные гидроагрегаты оборудованы радиально-осевыми турбинами РО-MF-5 производства Ленинградского металлического завода и генераторами WR-4447 производства завода «Электросила».
С гидрогенераторов электроэнергия на напряжении 6,3 кВ поступает на силовые трансформаторы ТМН 6300-35/6 УХЛ1 (3 шт.), ТМ-3200-35/6 У1 (2 шт.) и ТМ 4000-10/6 У1 (1 шт.), а с них — на открытое распределительное устройство (ОРУ) напряжением 35 кВ и закрытое распределительное устройство (ЗРУ) напряжением 6/10 кВ (при этом ОРУ 35 кВ размещено на крыше ЗРУ). В энергосистему электроэнергия станции выдаётся по двум линиям электропередачи напряжением 35 кВ и четырём линиям напряжением 10 кВ:
- ВЛ 35 кВ Гергебильская ГЭС — ПС Гергебиль (ВЛ-35-1);
- ВЛ 35 кВ Гергебильская ГЭС — ПС Ташкапур (ВЛ-35-3);
- ВЛ 10 кВ Гергебильская ГЭС — сел. Салта (ВЛ-10-1);
- ВЛ 10 кВ Гергебильская ГЭС — Гунибская ГЭС (ВЛ-10-2);
- ВЛ 10 кВ Гергебильская ГЭС — сел. Курми (ВЛ-10-3);
- ВЛ 10 кВ Гергебильская ГЭС — сел. Хвартикуни (ВЛ-10-4).

Плотина ГЭС образует небольшое водохранилище суточного регулирования стока площадью 0,3 км², длиной 5 км, максимальной шириной 0,35 км, полной ёмкостью 17 млн м³, проектной полезной ёмкостью 9,6 млн м³ (фактическая полезная ёмкость вследствие заиления водохранилища составляет 0,3 млн м³). Отметка нормального подпорного уровня водохранилища составляет 787,48 м, уровня мёртвого объёма — 782,48 м. Водохранилищем было затоплено 151 га земель сельскохозяйственного назначения. Помимо выработки электроэнергии на ГЭС, водохранилище используется для водоснабжения и ирригации.

Сооружения и оборудование Гергебильской ГЭС
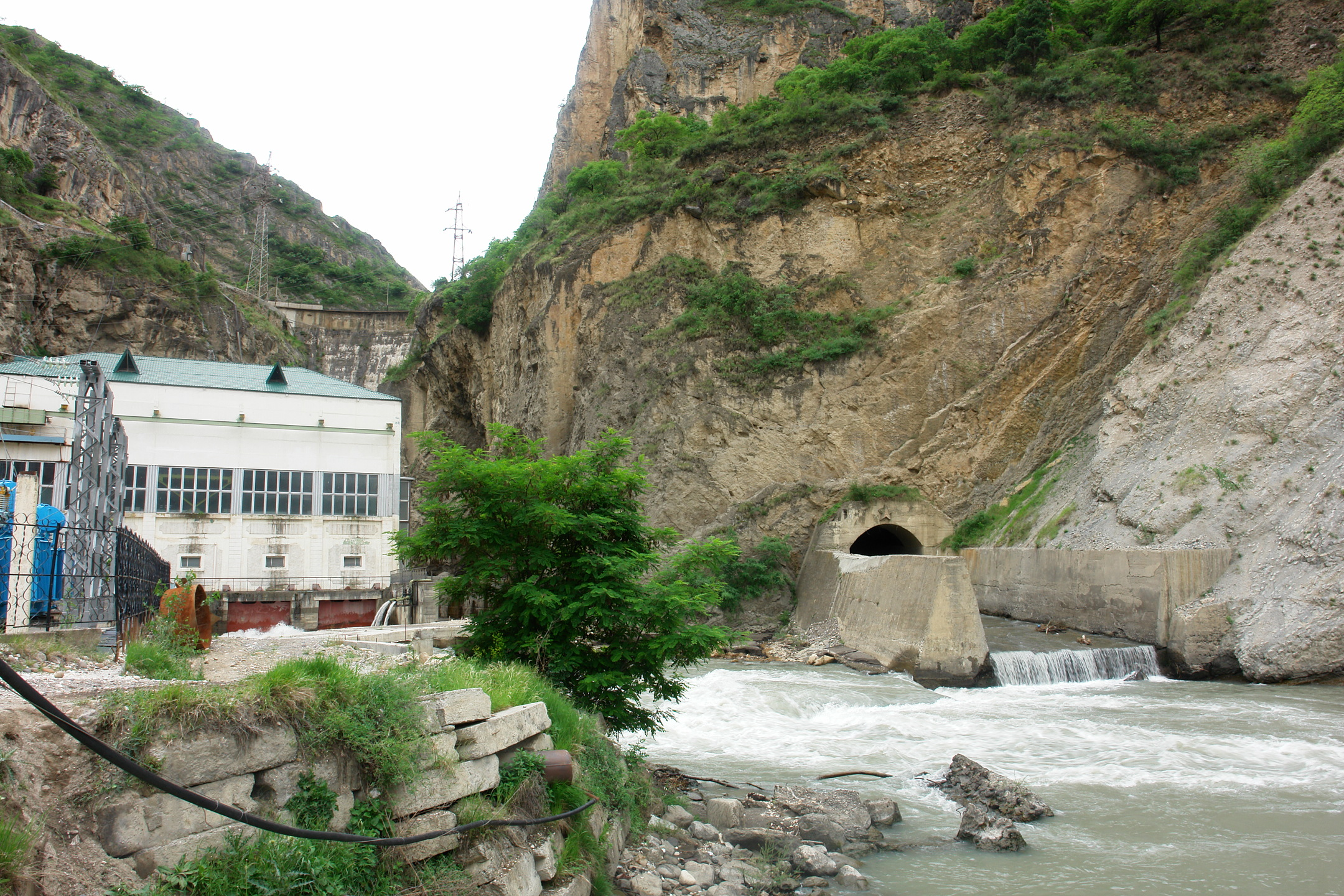
Новое здание ГЭС и водосброс
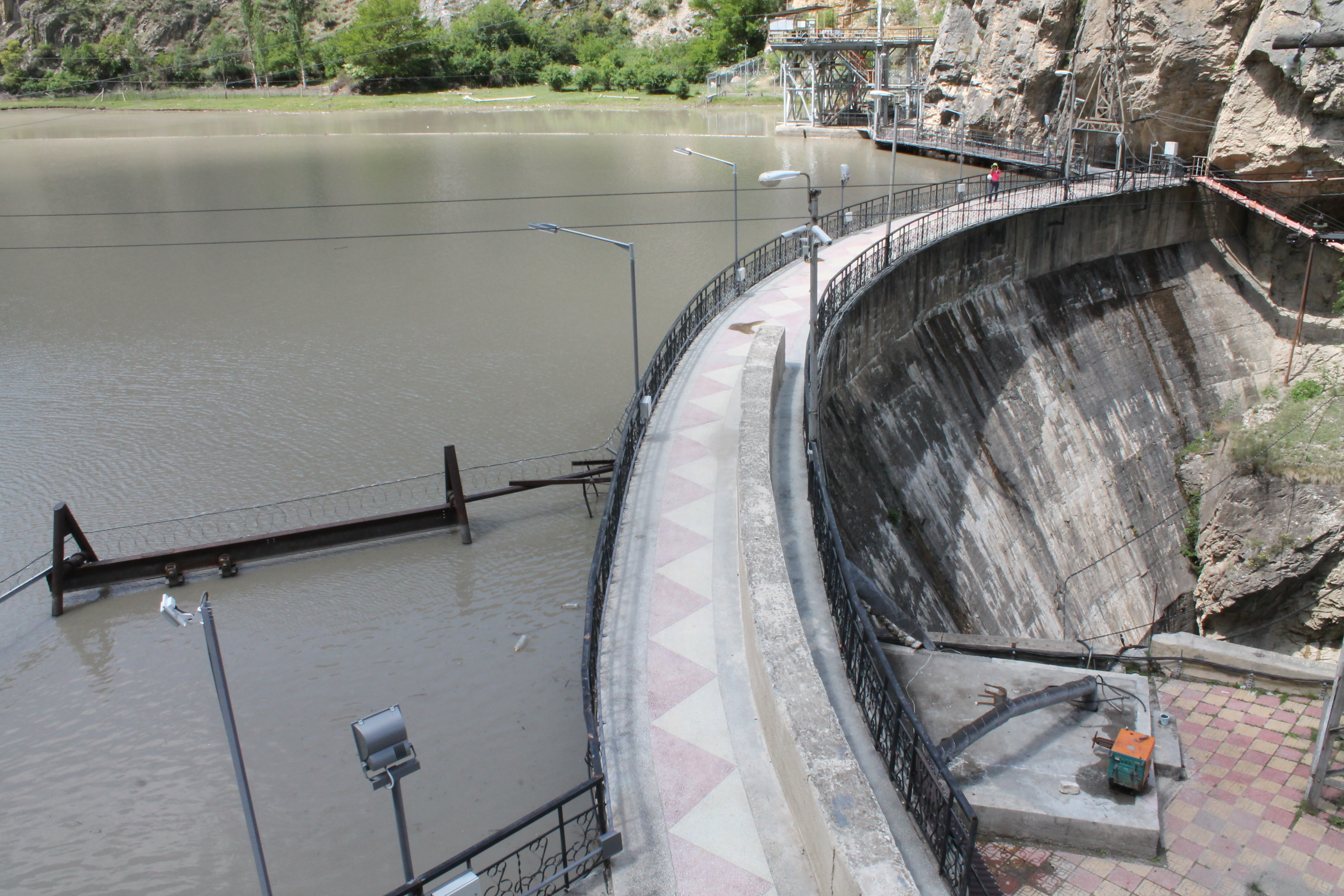
Плотина и водохранилище
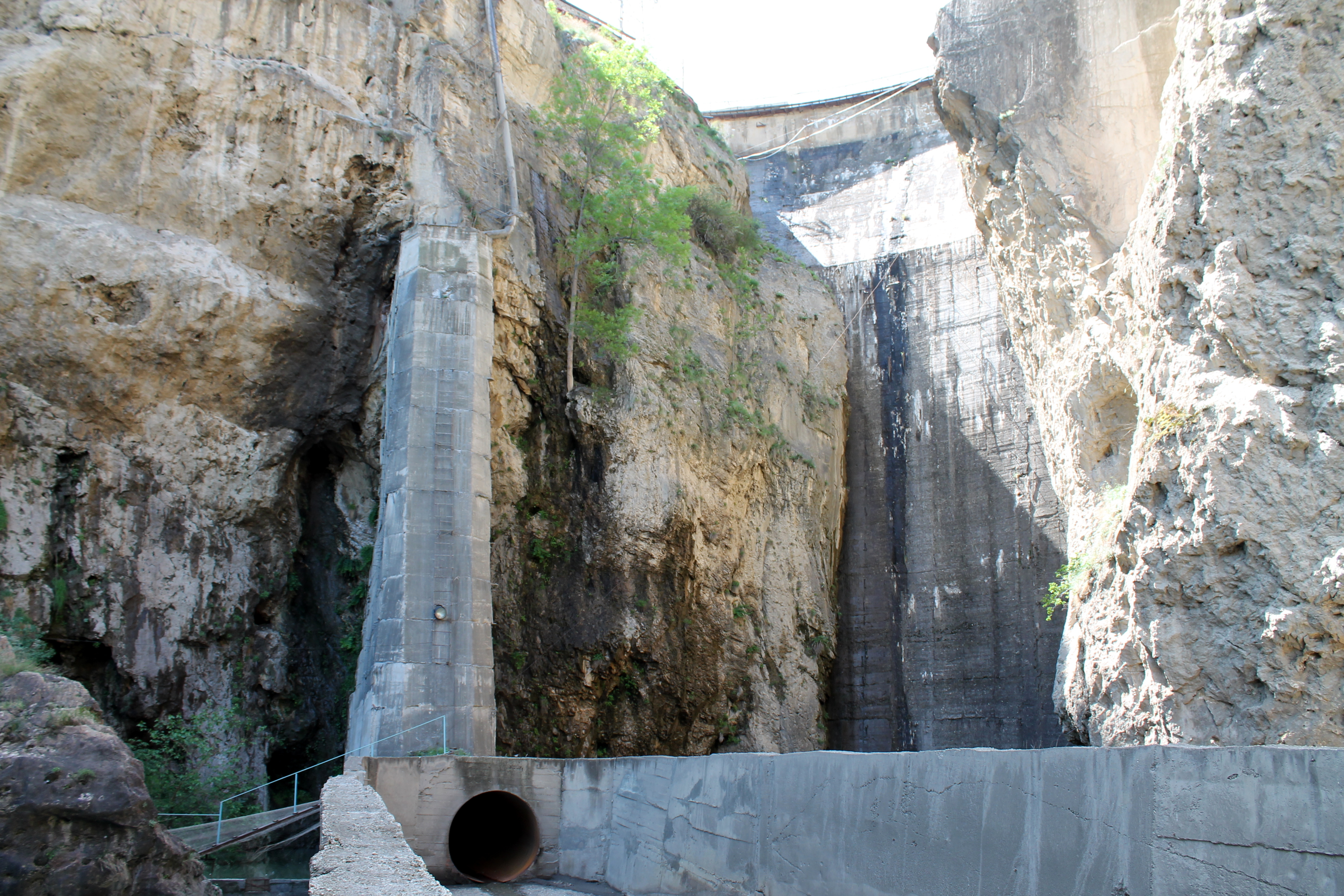
Плотина и водосброс-промывник
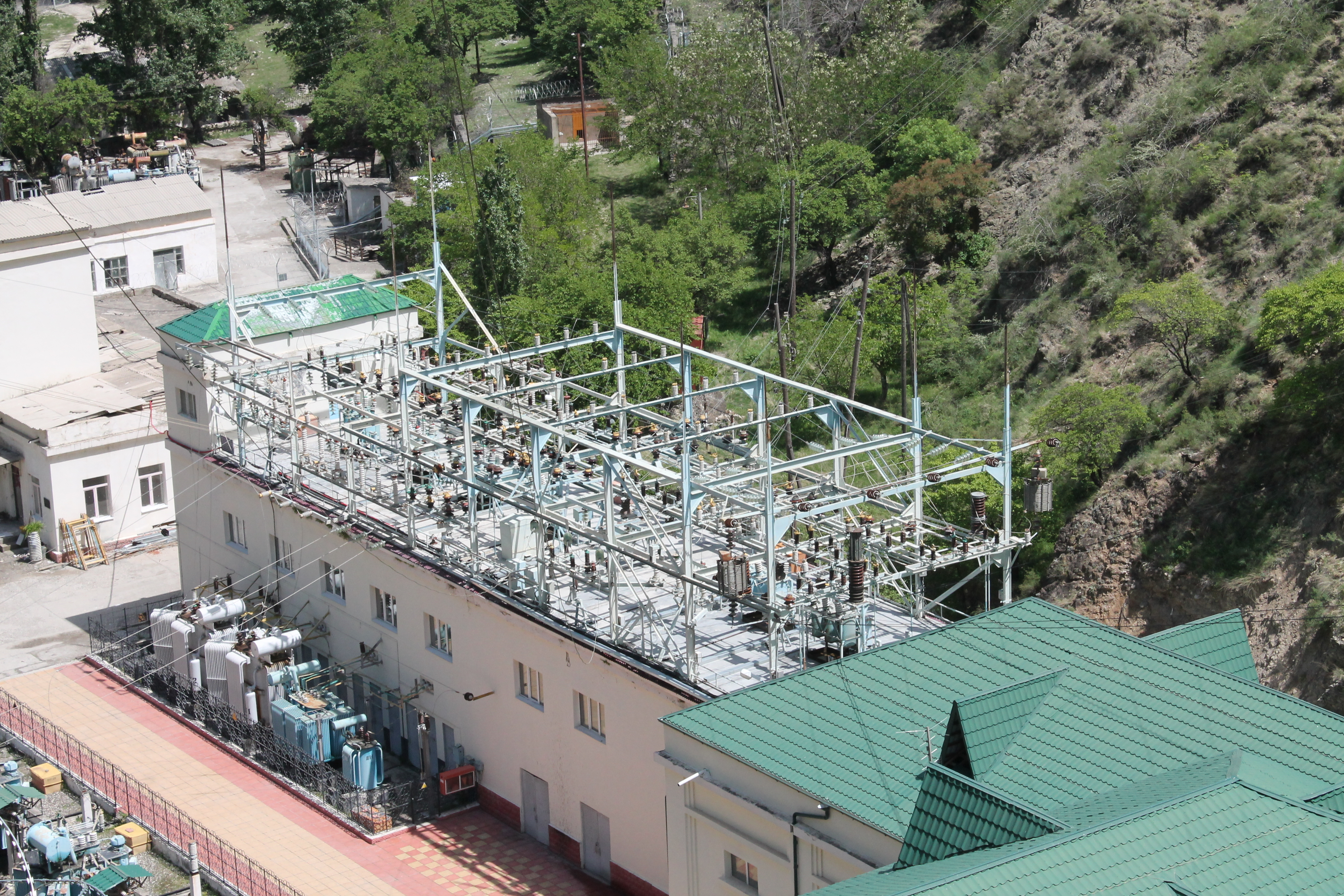
Распределительное устройство
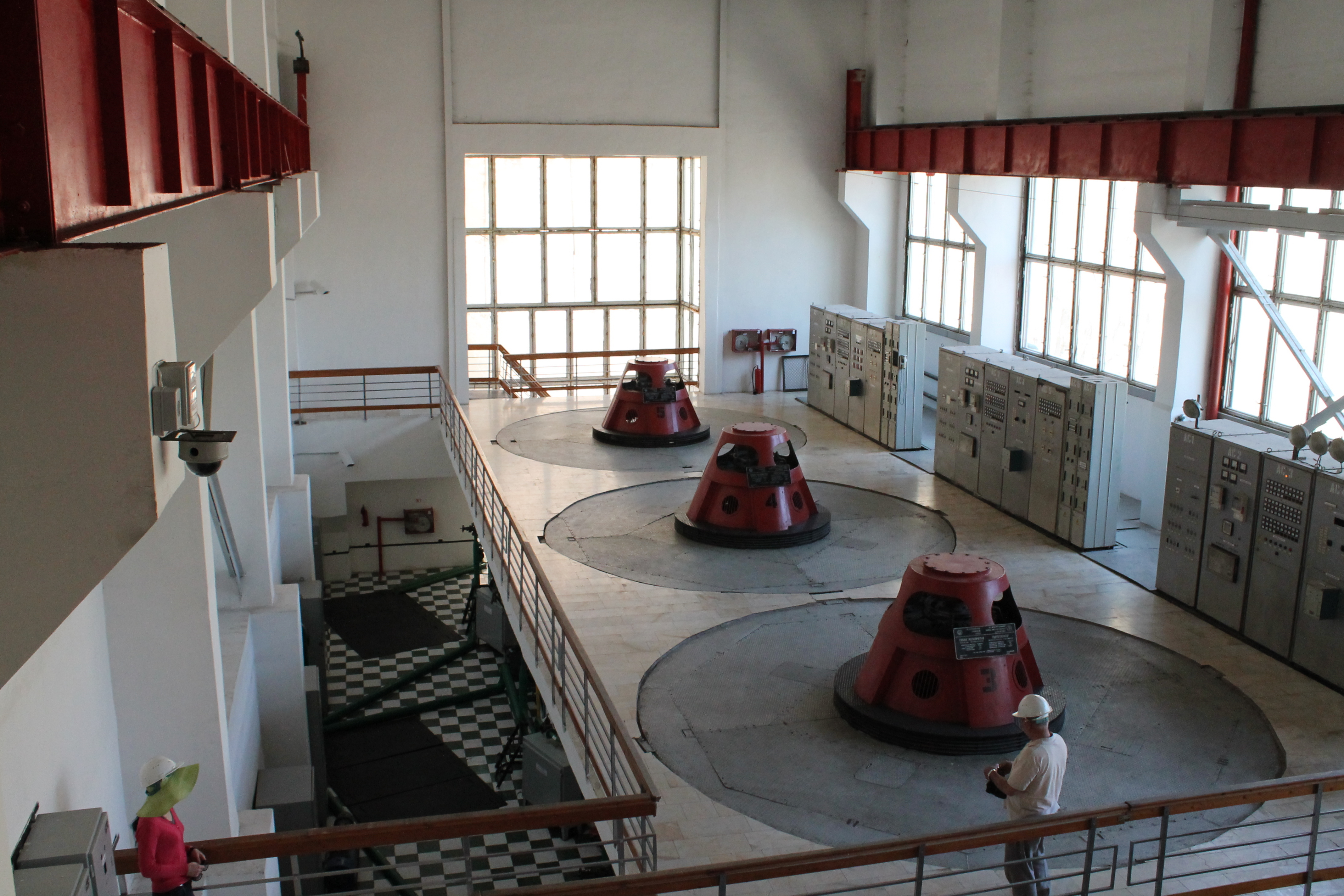
Машинный зал (новый)
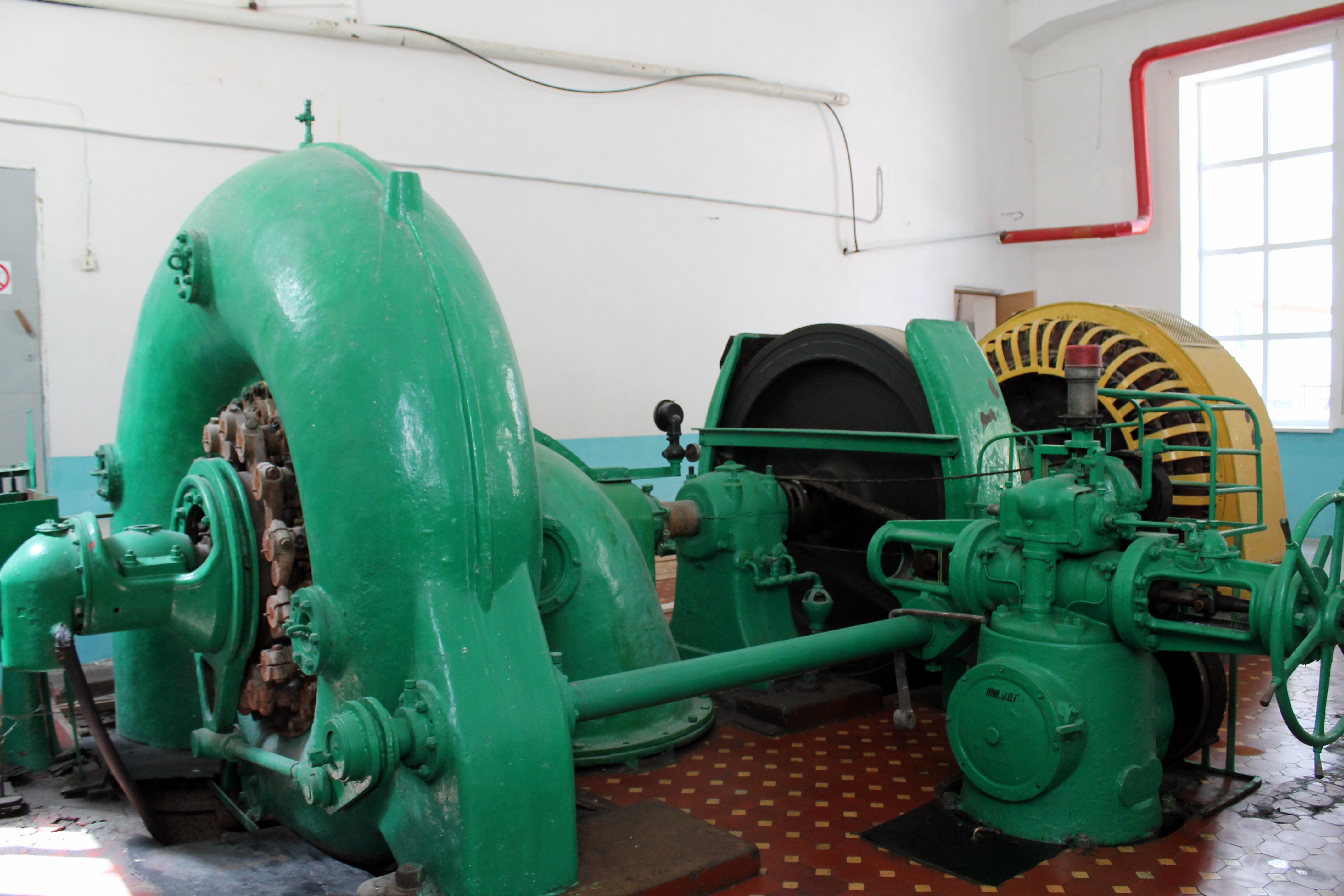
Старый гидроагрегат
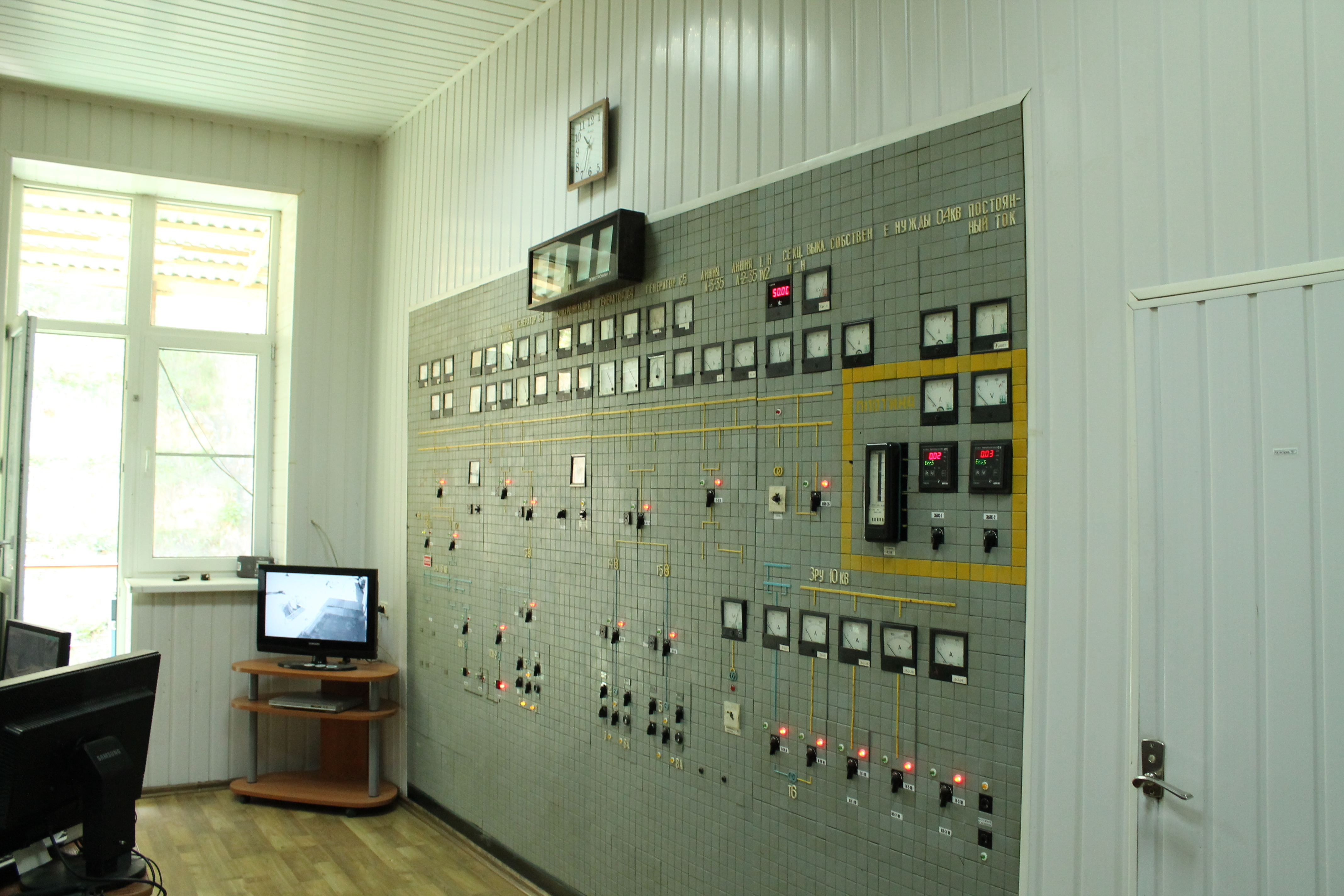
Центральный пульт управления (новый)
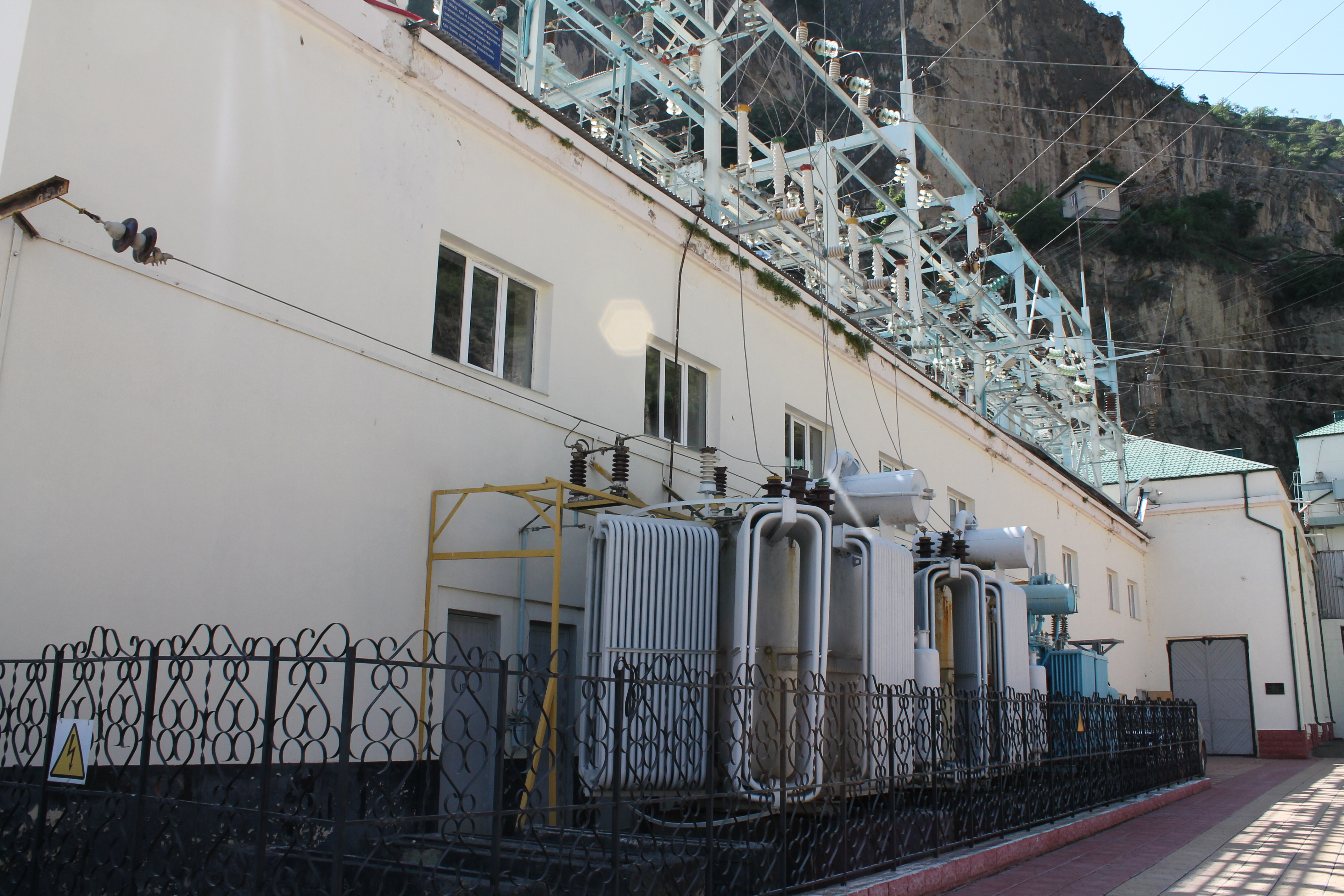
Силовые трансформаторы

## История строительства
В июне 1923 году правительство Дагестана обратилось к председателю Госплана СССР Глеб Кржижановскому с просьбой включить Дагестан в общий план электрификации России. В 1924 году группой инженеров был разработан план электрификации Дагестана, который предполагал строительство 18 электростанций, в первую очередь планировалось построить шесть гидроэлектростанций. В 1924 году было принято решение о включении в бюджет на 1925—1926 годы строительства пяти ГЭС небольшой мощности (Хаджалмахи, Казикумух, Гуниб, Хунзах, Ахты), а также усиление и ремонт существующей тепловой электростанции в Махачкале, с выделением на эти цели 4,4 млн рублей. В 1926 году Дагестанским экономическим Советом по соображениям экономической эффективности было принято решение о постройке одной мощной гидроэлектростанции вместо пяти малых. После проведения изыскательских работ, иностранными и отечественными специалистами, для сооружения ГЭС был выбран створ на реке Каракойсу (приток Аварского Койсу).
Поскольку в те годы отечественная гидротехническая школа не имела опыта создания высотных плотин, к разработке проекта станции были привлечены итальянские инженеры. Ими была спроектирована станция с арочной плотиной. Проект ГЭС был создан в 1926 году и был окончательно утверждён в июле 1929 года. В том же 1929 году были начаты подготовительные работы по строительству Гергебильской ГЭС, первый куб бетона в сооружения станции был уложен в начале 1931 года.
Строительство станции из-за слабости подрядной организации продвигалось медленно. Председатель Совнаркома ДССР Джелал-эд-Дин Коркмасов, в своём докладе от 14.01.1931 г. на Президиуме Совета Национальностей ЦИК Союза ССР, отметил:

«Строительство Гергебиля признано ЭКОСО РСФСР ударным и первоочередным со сроками пуска станции к 1 января 1932 г. Общая стоимость 5 300 000 рублей. Несмотря на это значение Гергебиля, строительство двигается с черепашьей медленностью. На стройку освоено за 1930 год — 90 000 вместо 1 600 000. Стройматериалы из Центра не поступают. Заводы Котлотурбины и ВЭО дают совершенно неприемлемые сроки доставки оборудования. Механизация работ и транспорта материалов за все время работ почти полностью отсутствовала. Необходимо принять меры против Энергостроя, не выполняющего обязательств и добиться окончания строительства в намеченный срок»

Вскоре во время горных разработок выяснилось, что скальные массивы ущелья, в которые должна была упираться плотина, имеют трещины, что ставило под сомнение надёжность конструкции плотины. Строительство было приостановлено, и после проведённых группой советских и иностранных инженеров исследований проект станции был переработан — конструкция плотины была изменена на арочно-гравитационную. В 1934 году строительство ГЭС было возобновлено.
В марте 1937 года было проведено пробное заполнение водохранилища, выявившее наличие течей по бетонным блокам, которые пришлось ликвидировать цементацией. 19 марта 1937 года возведение плотины было завершено. Первый гидроагрегат был пущен 19 июля 1938 года, 16 мая 1940 года станция была принята во временную эксплуатацию при мощности 4,2 МВт (3 гидроагрегата по 1,4 МВт). В августе 1940 года Гергебильская ГЭС, хотя и со значительными недоделками, была сдана государственной комиссии.

## Эксплуатация
Во время Великой Отечественной войны Гергебильская ГЭС обеспечивала энергоснабжение предприятий Дагестана. В 1946 году была введена в строй линия электропередачи напряжением 35 кВ от станции до Махачкалы, что позволило организовать параллельную работу ГЭС и тепловых электростанций.
В 1956—1960 годах Гергебильская ГЭС прошла первую реконструкцию (фактически — достройку). Высота плотины была увеличена на два метра, порог водосброса — на один метр, были установлены металлические сегментные затворы. Машинный зал был расширен, и в нём были установлены три новых гидроагрегата — в 1957 году один гидроагрегат мощностью 0,5 МВт и в 1960 году — два гидроагрегата мощностью по 1,66 МВт. ГЭС достигла мощности 8,02 МВт (3×1,4, 2×1,66, 1×0,5 МВт). Впрочем, гидроагрегат мощностью 0,5 МВт оказался неэффективным и через несколько лет был демонтирован. Одновременно было автоматизировано управление гидроагрегатами.
В мае 1980 года Гергебильская ГЭС выработала первый миллиард киловатт-часов. В 1989—1992 годах станция прошла повторную реконструкцию, в ходе которой были демонтированы 3 старых изношенных гидроагрегата (два мощностью по 1,66 МВт и один мощностью 1,4 МВт), построено новое здание ГЭС с 3 гидроагрегатами мощностью по 5 МВт. Проработавшая более 50 лет плотина была обследована и оказалась в хорошем состоянии.
В 2004 году выше по течению Каракойсу была введена в строй Гунибская ГЭС мощностью 15 МВт. Водохранилище Гунибской ГЭС задерживает наносы, что снижает износ механизмов Гергебильской ГЭС. В 2001 году станция была компьютеризирована, в 2007 году введена в строй автоматизированная система коммерческого учёта электроэнергии, в 2009 году — автоматизированная система телемеханики и связи с передачей информации по оптико-волоконной линии связи и через спутниковую сеть. В конце 2009 года были проведены работы по замене плоского затвора. В 2014 году были заменены системы возбуждения гидроагрегатов, в 2017 году были завершены работы по модернизации систем автоматического управления, защиты и сигнализации гидроагрегатов с оснащением штатными системами постоянного контроля вибрации и теплового контроля, а также произведена замена силовых трансформаторов.
С 1944 года Гергебильская ГЭС входила в состав энергокомбината (позднее районного энергетического управления) «Дагэнерго» (с 1992 года — ОАО «Дагэнерго»). В 2005 году в рамках реформы РАО «ЕЭС России» гидроэлектростанции Дагестана, в том числе и Гергебильская ГЭС, были выделены из состава «Дагэнерго» в ОАО «Дагестанская региональная генерирующая компания», которое было передано под контроль ОАО «ГидроОГК». 9 января 2008 года ОАО «Дагестанская региональная генерирующая компания» было ликвидировано путём присоединения к ОАО «ГидроОГК» (позднее переименованное в «РусГидро»), Чиркейская ГЭС вошла в состав Дагестанского филиала компании.